# Tia Koffi
Tia Koffi – iworyjski piłkarz grający na pozycji pomocnika. W swojej karierze grał w reprezentacji Wybrzeża Kości Słoniowej.

## Kariera reprezentacyjna
W reprezentacji Wybrzeża Kości Słoniowej Koffi zadebiutował w 1983 roku. W 1984 roku powołano go do kadry na Puchar Narodów Afryki 1984. Rozegrał na nim dwa mecze grupowe: z Togo (3:0), w którym strzelił gola i z Egiptem (1:2). W kadrze narodowej grał w 1984 roku.